# Bernardo Romeo
Bernardo Daniel Romeo (Tandil, 10 september 1977) is een Argentijns voetballer. Hij speelt sinds 2007 als aanvaller bij San Lorenzo.

## Clubvoetbal
Romeo begon zijn profloopbaan in 1995 bij Estudiantes de La Plata, waar hij ook in de jeugd speelde. De aanvaller speelde vervolgens bij CA San Lorenzo de Almagro (1998-2002), Hamburger SV (2002-2005), RCD Mallorca (2005), CA Osasuna (2005-2007) en nogmaals CA San Lorenzo de Almagro (sinds 2007). In 2001 werd Romeo als speler van San Lorenzo topscorer van de Clausara, het tweede deel van de Argentijnse Primera División.

### Statistieken bij CA Osasuna
| seizoen   | wed | goals | competitie            |
| --------- | --- | ----- | --------------------- |
| 2005-2006 | 24  | 4     | Primera División      |
| 2005-2006 | 0   | 0     | Copa del Rey          |
| 2005-2006 | 2   | 0     | UEFA Cup              |
| 2005-2006 | 26  | 4     |                       |
| 2006-2007 | 6   | 0     | Primera División      |
| 2006-2007 | 2   | 1     | Copa del Rey          |
| 2006-2007 | 1   | 0     | UEFA Champions League |
| 2006-2007 | 7   | 1     | UEFA Cup              |
| 2006-2007 | 16  | 2     |                       |
| Totaal    | 42  | 6     |                       |

## Nationaal elftal
Romeo speelde vier interlands voor het Argentijns nationaal elftal. Op 8 juni 2003 maakte hij tegen Japan zijn enige interlanddoelpunt. Romeo speelde destijds twintig minuten als invaller voor Javier Saviola. Met de Argentijns jeugdploeg won de aanvaller in 1997 het wereldkampioenschap onder-20.